# Uplaqsiit Islands
Uplaqsiit Islands är öar i Kanada.   De ligger i territoriet Nunavut, i den nordöstra delen av landet, 2 800 km norr om huvudstaden Ottawa. Arean är 5,8 kvadratkilometer.
Terrängen på Uplaqsiit Islands är platt. Öns högsta punkt är 110 meter över havet. Den sträcker sig 4,2 kilometer i nord-sydlig riktning, och 3,5 kilometer i öst-västlig riktning.